# Parafia św. Józefa w Kaletach
Parafia św. Józefa – rzymskokatolicka parafia znajdująca się w Kaletach, w dzielnicy Jędrysek. Należy do diecezji gliwickiej i dekanatu Woźniki. Kościół parafialny neogotycki z 1900 r., rozbudowany w 1950 r., konsekrowany w 1975 r. Jest to najstarsza parafia w Kaletach.

## Obszar parafii
Do parafii należy miejscowość Mikołeska oraz dzielnice Kalet: Jędrysek, Truszczyca, Lubocz.

## Proboszczowie
- Ks. Karol Klose (1896–1902)
- Ks. Paweł Rogowski (1902–1919)
- Ks. Paweł Drozdek (1919–1945)
- Ks. Konrad Krawczyk (1945–1963)
- Ks. Bernard Fabian (1963–1995)
- Ks. Kazimierz Szalasta (1995–2003)
- Ks. Wojciech Ciosmak (od 2003)[2]

## Grupy parafialne
- Liturgiczna Służba Ołtarza
- Dzieci Maryi
- Róże Różańcowe
- Rada Parafialna
- Caritas
- Franciszkański Zakon Świeckich
- Odnowa w Duchu Świętym[2]